# Maursko-římské království
Maursko-římské království, vlastním názvem Království Maurů a Římanů (latinsky Regnum Maurorum et Romanorum), bylo křesťanské království v severozápadní Africe od 5. do 6. století. Vzniklo z římské provincie Mauretania Caesariensis po zániku Západořímské říše. Království tak bylo fakticky jedním z nástupnických států Západořímské říše. Za vlády Garmula (570–578), který se neúspěšně pokusil o dobytí Praetoriánské prefektury Afrika, bývalého západořímského území (nyní provincie Východořímské říše), došlo k úpadku království a jeho rozpadu na menší státní útvary, z nichž jeho přímý nástupce Altavské království vydržel až do dobytí Maghrebu muslimskými Umajjovci.

## Seznam maursko-římských panovníků
- neznámý – kolem 477–508 n. l., neznámý římsko-maurský král
- Masuna – kolem 508–535 n. l., první historicky doložený král římsko-maurského království, tituloval se jako Rex gentium Maurorum et Romanorum

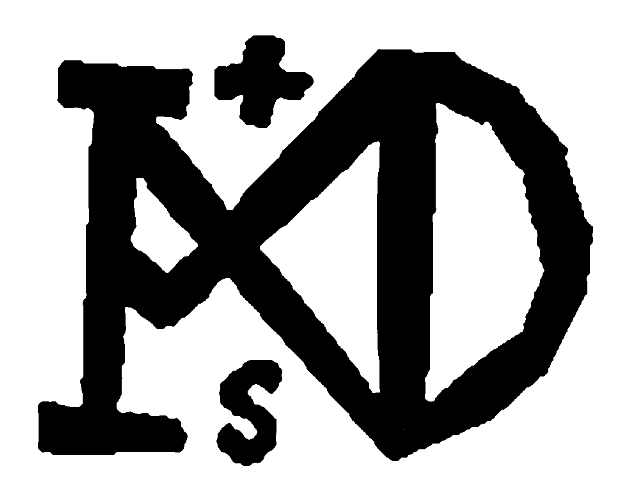
Mastingasův monogram

- Mastigas – 535–541 n. l., za jeho vlády náleželo k římsko-maurskému království většina bývalé římské provincie Mauretania Caesariensis
- Stotzas – 541–545, původně východořímský voják a vůdce proti-římského povstání v Africe, později uprchl se svými stoupenci do Numidie a v Mauretánii se stal králem patrně prostřednictvím sňatku s královskou dcerou,
- Jan – 545–546, přezdívaný též jako Stotzas mladší (Stutias Iunior)
- neznámý – 546–asi 570
- Garmul – kolem 570–578, poslední známý král Maurů a Římanů, vedl neúspěšnou kampaň proti východořímským provinciím v Africe
- neznámý, zánik maursko-římského království mezi lety 589–599